# Agostino Pallavicini

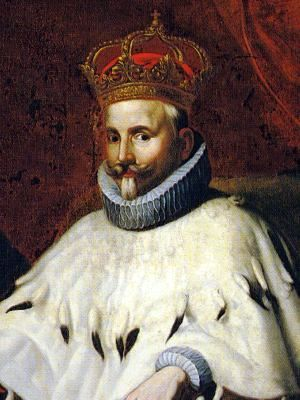
Agostino Pallavicini als Doge mit der Königskrone von Korsika (von Domenico Fiasella)

Agostino Pallavicini (auch Pallavicino; * 1577 in Genua; † 1649 ebendort) war der 103. Doge der Republik Genua und erste König von Korsika.

## Leben

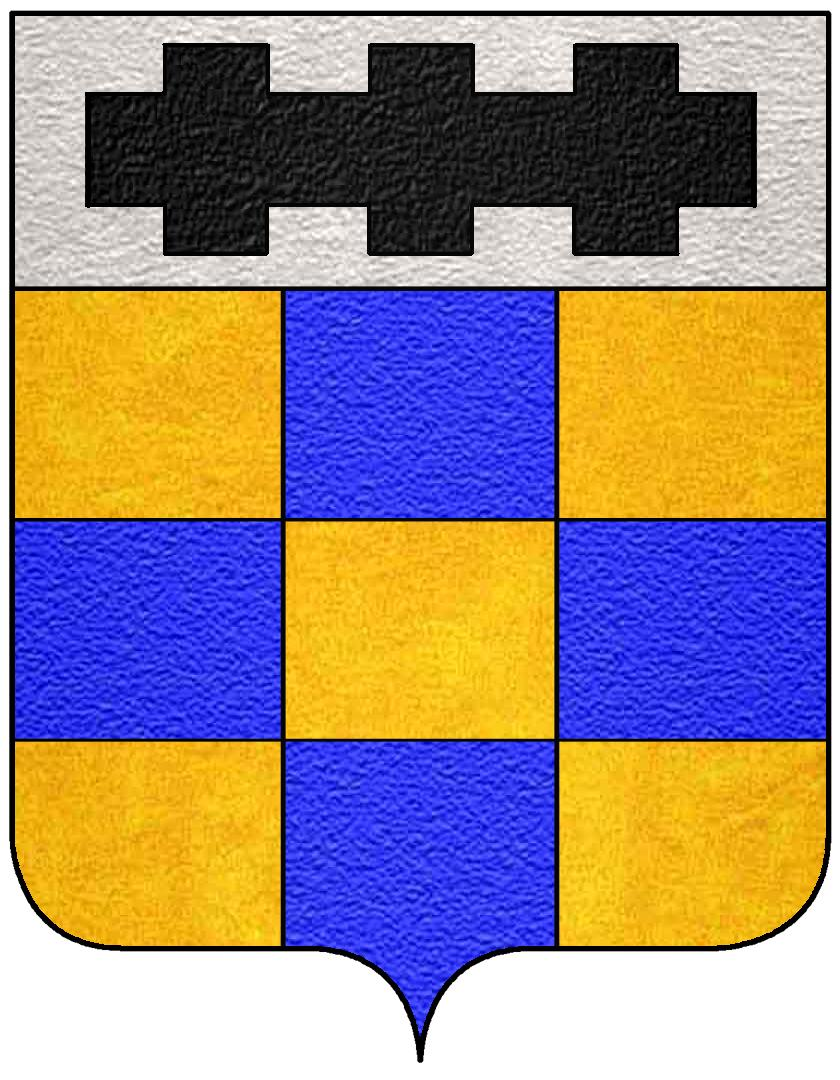
Wappen der Pallavicini

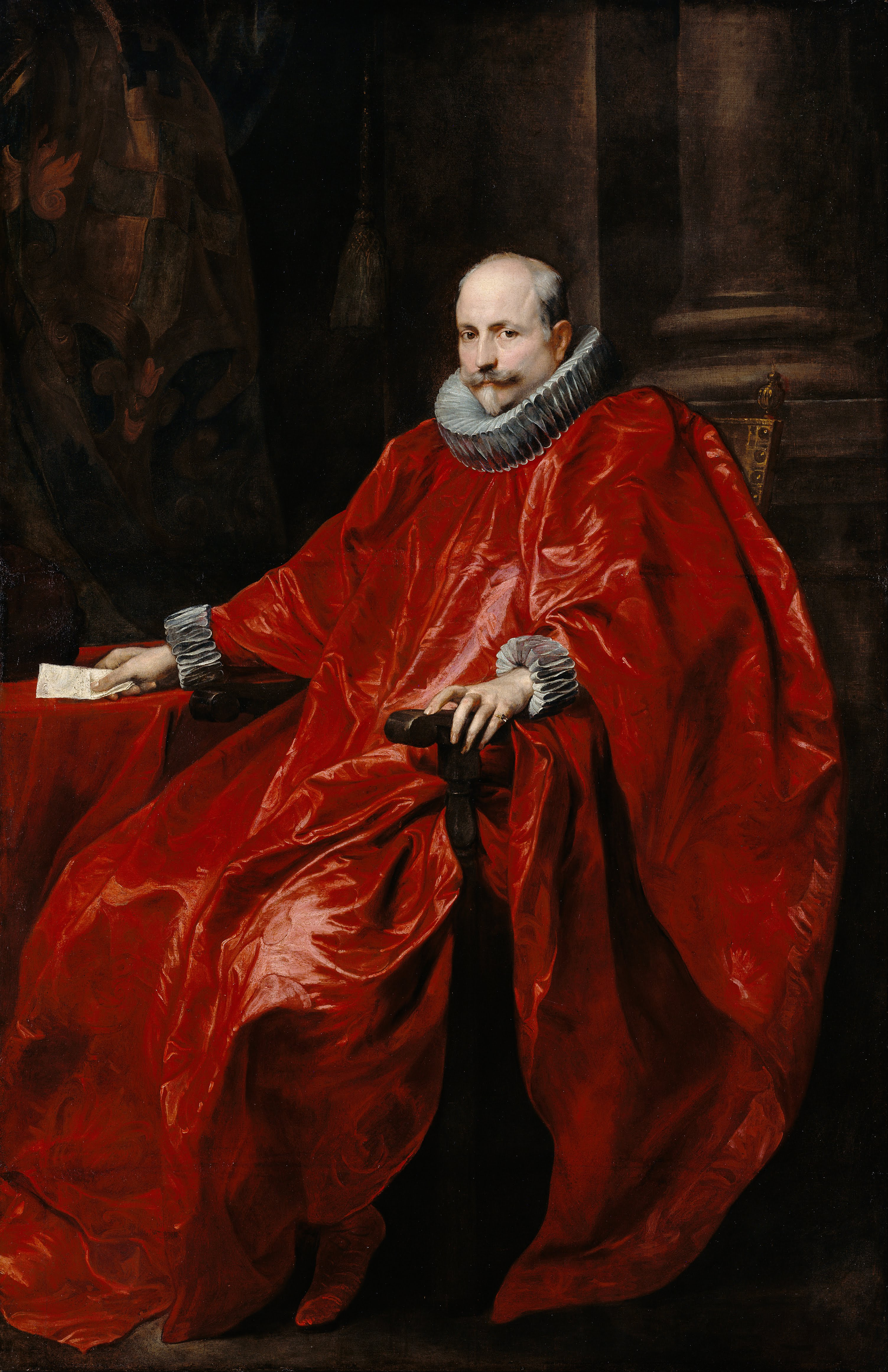
Agostino Pallavicini als Botschafter der Republik beim Heiligen Stuhl, von Anthonis van Dyck, um 1621

Zur Person des genuesischen Patriziers Agostino Pallavicini sind nur spärliche biographische Informationen vorhanden. Er wurde als Sohn von Francesco Pallavicini und Violante Grimaldi im Jahre 1577 (nach anderen Quellen 1575) in Genua geboren.
Für die Republik Genua bekleidete er verschiedene institutionelle Ämter, darunter die Ernennung zum Gouverneur von Korsika in der Zeit zwischen 1606 und 1608. 1621 wurde er zum Botschafter der Republik bei Papst Gregor XV. berufen. Anthonis van Dyck fertigte kurz nach seiner Berufung ein Gemälde von ihm an, das im J. Paul Getty Museum in Los Angeles ausgestellt ist. 1625 wurde er zum Protektor der Banco di San Giorgio ernannt und 1629 war er erneut als Botschafter der Seerepublik tätig, diesmal am Hof des französischen Königs Ludwig XIII.
Am 13. Juli 1637 wurde er vom Großen Rat zum Dogen gewählt, dem 58. in zweijähriger Folge und dem 103. in der republikanischen Geschichte. Als erster Doge nahm er zugleich auch den Titel „König von Korsika“ an; die Hoheit Genuas über die Insel war 1559 durch den Vertrag von Cateau-Cambrésis bestätigt worden. Unter seiner Regierungszeit begann der Bau der Mole des Leuchtturms von Genua.
Am 13. Juli 1639, dem Ende seines Mandats, wurde er zum ewigen Prokuratur ernannt. Pallavicini starb im Laufe des Jahres 1649 in Genua. Sein Leichnam wurde in der Basilika von San Siro beigesetzt.